# Alexij (Jelisejev)
Alexij (rodným jménem: Alexandr Jemeljanovič Jelisejev; * 3. května 1969, Ivanovskij) je kněz ruské pravoslavné církve a biskup galičský a makarjevský.

## Život
Narodil se 3. května 1969 v osadě Ivanovskij v Tambovské oblasti. Pokřtěn byl v dětství. V letech 1976-1986 studoval na střední škole. Poté odešel na agronomickou fakultu Univerzity I. V. Mičurina, kterou dokončil roku 1990. Po studiu se stal hlavním agronomem a předním specialistou okresní správy zemědělství.
Roku 1995 vstoupil do Valaamského monastýru avšak mezi bratry byl přijat o rok později. V monastýru začal působit jako agronom a mezitím se věnoval organizování křesťanských táborů pro mládež Syndesmos a dobrovolnických táborů pro mládež a dalším katechetickým činnostem např. ve vojenských jednotkách v Karélii a na ostrově Valaam.
V roce 2000 byl představeným valaamského monastýru archimandritou Pankratijem (Žerděvem) postřižen na mantii-nosícího mnicha se jménem Alexij na počest svatého Alexije, metropolity moskevského.
V říjnu 2000 se stal kelarem (správce klášterního hospodářství) a nadále působil také ve funkci agronoma. V únoru 2003 se stal pomocníkem igumena aby spravoval půdu a majetkové záležitosti monastýru a byl také jmenován děkanem petrohradského podvorje valaamského monastýru.
Dne 27. února 2005 byl arcibiskupem petrozavodským a karelským Manuilem (Pavlovem) vysvěcen na hierodiakona. Mezitím začal studovat na Kostromském duchovním semináři, který dokončil roku 2009. Dne 7. dubna 2010 byl biskupem trojickým Pankratijem (Žerděvem) vysvěcen na hieromonacha.
Dne 30. června 2010 byl dekretem moskevského patriarchy Kirilla převeden do monastýru Nejsvětější Trojice v palestinském Hebronu a to na podvorje (zastupitelství) praotce Abraháma a Sáry. Dne 3. srpna 2010 byl jmenován ključarem (kostelník) tohoto podvorje.
Roku 2010 začal vést Jerichovskou podvorji Ruské duchovní misie v Jeruzalémě a stal se pomocným knězem v městě Jaffa.
Dne 27. prosince 2016 byl rozhodnutím Svatého synodu Ruské pravoslavné církve zvolen biskupem galičským a makarjevským. O den později byl metropolitou petrohradským a ladožským Varsonofijem (Sudakovem) povýšen na archimandritu.
Dne 30. prosince 2016 byl v chrámu Všech svatých monastýru Danilov jmenován biskupem galičským a makarjevským. Biskupská chirotonie proběhla 15. února 2017 v chrámu svatého Serafima Sarovského v Moskvě. Hlavním světitelem byl patriarcha Kirill.
Dne 25. srpna 2020 byl rozhodnutím Svatého synodu ustanoven archimandritou Makarjevsko-Unženského monastýru Nejsvětější Trojice v Makarjevu.

## Vyznamenání
Církevní
- 2019 – Řád přepodobného Serafima Sarovského III. třídy